# Муталибов, Альберт Шукурович
Альберт Шукурович Муталибов (род. 23 января 1973, Махачкала, Дагестанская АССР, РСФСР, СССР) — заслуженный тренер России по боксу (2020), главный тренер женской сборной России по боксу, мастер спорта России по боксу (2007).

## Биография
Родился 23 января 1973 года в городе Махачкала, Республика Дагестан.
Боксом начал заниматься с 10 лет под руководством Рабаданова Руслана Абдулаевича.
Будучи боксёром стал победителем первенства РСФСР, финалистом первенства РСФСР, победителем первенства вооружённых сил СССР, призёром Кубка СССР. Является победителем ряда международных турниров в Румынии, Турции.
В 1994 году закончил Чечено-Ингушский государственный пединститут, факультет «Физическая культура и спорт».
С 2003 года — начал заниматься тренерской деятельностью.
С 2017 года — старший тренер училища Олимпийского резерва № 1.
С 2019 года являлся старшим тренером сборной команды России по боксу среди юниорок (17-18 лет).
С марта 2022 года утверждён главным тренером взрослой женской сборной России по боксу.

## Воспитанники
Воспитал 2-х ЗМС, 3-х МСМК и около 10 мастеров спорта России.
Наиболее известные спортсмены:
- Светлана Гневанова — ЗМС, 2-х кратная чемпионка Европы, призёр чемпионата мира.
- Екатерина Пальцева — МСМК, чемпионка мира (2019), чемпионка Европы (2018), чемпион мира среди военнослужащих (2021), 4-х кратная чемпионка России (2017, 2018, 2019, 2021)[9].
- Софья Очигава — серебряный призёр Олимпийских игр 2012 года и двукратная чемпионка мира.
- Анна Красноперова — МСМК, победитель чемпионата Европы, победитель чемпионата России, призёр чемпионата России[10].
- Арам Амирханян — МСМК, чемпион России среди профессионалов, чемпион мира среди профессионалов по 4 интерконтинетальным версиям. Входит в Топ 10 рейтинга по всем основным мировым версиям[11].
- Осман Алиев — мастер спорта России, многократный победитель чемпионата России, финалист первенства мира и Европы[12].